# Amblypsilopus topendensis
Amblypsilopus topendensis är en tvåvingeart som beskrevs av Daniel J. Bickel 1994. Amblypsilopus topendensis ingår i släktet Amblypsilopus och familjen styltflugor.
Artens utbredningsområde är Northern Territory, Australien. Inga underarter finns listade i Catalogue of Life.